# Madam White Snake
Pour les articles homonymes, voir Légende du serpent blanc.
Madam White Snake est un film hongkongais réalisé par Yueh Feng et sorti en 1962.
Le film est une des multiples adaptations cinématographiques de la légende traditionnelle chinoise La Légende du serpent blanc.

## Synopsis
Les amours contrariés d’un pharmacien et d’une créature surnaturelle assistée de sa servante truculente.

## Fiche technique
- Titre : Madam White Snake
- Titre original : 白蛇傳
- Réalisation : Yueh Feng
- Scénario : Kao Jui-fan
- Photographie : Tadashi Nishimoto
- Montage : Chiang Hsin-lung
- Sociétés de production : Shaw Brothers
- Musique : Wang Fu-Ling
- Pays d'origine :  Hong Kong
- Langue originale : mandarin
- Format : couleur
- Genre : Film de fantasy
- Durée :
- Dates de sortie : 2 octobre 1962

## Distribution
- Lin Dai : Bai Suzhen (le serpent blanc)
- Chao Lei : Xu Xian, un pharmacien
- Tu Chuan : Xiao-qing (le serpent vert)
- Yuen Woo-ping : un esprit céleste